# Amoklauf in Devínska Nová Ves

Lage von Devínska Nová Ves in Bratislava

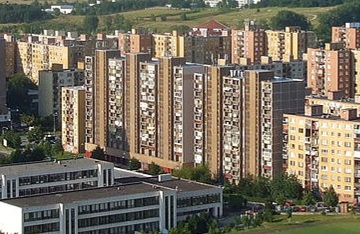
Blick auf Tatort auf der Pavla Horova Straße

Der Amoklauf in Devínska Nová Ves oder (besonders in nichtslowakischen Medien) Amoklauf in Bratislava ereignete sich am Vormittag des 30. August 2010 (Montag). Ein 48-jähriger Mann tötete sieben und verletzte mindestens 15 Menschen, bevor er Suizid beging.

## Lage
Der Tatort und Stadtteil Devínska Nová Ves (etwa 16.000 Einwohner) liegt im nordwestlichen Außenbereich Bratislavas an der Grenze zu Österreich an der March (Okres Bratislava IV, etwa 15 km vom Stadtzentrum entfernt) und besteht aus einer Mischung des alten Dorfes und einer modernen Plattenbausiedlung, wo sich der Amoklauf ereignete.

## Verlauf
Der Amoklauf begann um 9:40 Uhr (MESZ) im zweiten Stockwerk eines Plattenbaus oberhalb eines Kindergartens auf der Ulica Pavla Horova (Pawel-Horov-Straße), wo der Täter zunächst eine Wohnung betrat und alle fünf anwesenden Familienmitglieder erschoss. Danach verließ er das Gebäude und tötete das sechste Familienmitglied vor dem Eingang. Zwei Minuten später trafen die ersten Polizisten ein; um 9:45 Uhr kamen auch Rettungswagen. Anschließend feuerte der Täter wahllos auf Fußgänger sowie auf Menschen auf den Balkons. Dabei wurden mindestens 16 Menschen verletzt. Eine auf einem Balkon stehende Frau wurde ebenfalls erschossen. Die Einwohner wurden gleichzeitig per Lautsprecher gewarnt, sich von den Fenstern fernzuhalten. Als der Täter vor dem Kindergarten von der Polizei umstellt wurde und von einem Polizeibeamten angeschossen wurde, beging er um 10:15 Uhr  Selbstmord.
Bereits kurz nach der Schießerei wurde der Ort von der Polizei gesperrt und Buslinien der DPB umgeleitet. Fahrzeuge durften nicht in den Bereich einfahren und alle ausfahrenden Fahrzeuge wurden kontrolliert. Die Sperre hielt bis 18 Uhr an.

## Täter
Nachdem zunächst von einem 15-jährigen drogensüchtigen Jugendlichen berichtet wurde, stellte sich der tatsächliche Schütze als 48-jähriger, seit 2008 arbeitsloser Mann heraus. Während des Amoklaufs trug er Ohrenschützer und schoss mit dem Selbstladekarabiner CZ 858 „Tactical“, einer Modifikation der tschechoslowakischen Ordonnanz-MPi Modell 58 für den zivilen Markt. Außerdem trug er zwei weitere Gewehre mit vollen Magazinen. Entgegen ersten Berichten war er laut dem Präsidenten des Polizeikorps Jaroslav Spišiak kein Berufssoldat, sondern absolvierte nur den Grundwehrdienst. Er war allerdings ein Mitglied eines Schießsportklubs und lebte ein Stockwerk über der in ihrer Wohnung ermordeten Familie.
Nachdem er von einem Polizeibeamten in die Brust getroffen wurde, tötete er sich selbst mit einem Schuss in den Kopf.

## Opfer
Die ersten sechs Opfer gehörten nach ersten Berichten zu einer Roma-Familie. Vier Frauen und ein Mann wurden in der Wohnung erschossen, ein weiterer Mann wurde vor dem Eingang getroffen. Nach Aussagen der Nachbarn sollen schlechte Beziehungen als Ursache vorliegen, da sie in der Gegend als „unanpassungsfähige Bürger“ wegen häufiger nächtlicher Krawalle galten. Anderen Berichten zufolge hatte die erschossene Familie keine Roma-Herkunft; nur der draußen erschossene Mann soll ein Rom sein. Als wahrscheinlichstes Motiv wurden von der Polizei Nachbarstreitigkeiten genannt, während rassistische Motive als nicht sehr wahrscheinlich bezeichnet wurden, trotz der bekannten antiziganischen Einstellung des Täters. Das siebente Opfer war eine Frau, die auf dem Balkon erschossen wurde. Sie war mit den ersten sechs Opfern nicht verwandt. Sie wurde erst am Nachmittag von ihrem heimkehrenden Ehemann tot entdeckt.

## Reaktionen
Bereits kurz nach der Schießerei wurden die Nachrichten über den Amoklauf von den internationalen Medien übernommen; so hatten z. B. BBC, CNN oder Al Jazeera diese Nachricht als eine der Hauptereignisse des Tages auf ihren Webseiten. Der Schock nach dem Amoklauf war in der Slowakei besonders groß, da es noch keine vergleichbaren tödlichen Amokläufe in der Geschichte des Landes gegeben hatte; das letzte vergleichbare Ereignis fand im März 1999 statt, als eine Auseinandersetzung der Mafia in einem Restaurant in Dunajská Streda 10 Opfer forderte.
Politiker auf allen Ebenen, vom Bürgermeister von Devínska Nová Ves (Vladimír Mráz), über Oberbürgermeister von Bratislava (Andrej Ďurkovský) und Vorstehenden des Bratislavský samosprávny kraj (Pavol Frešo), bis zum Parlamentspräsidenten (Richard Sulík), Premierministerin (Iveta Radičová) und Staatspräsidenten (Ivan Gašparovič), drückten ihr Beileid aus. Die Regierung hat ihren Tag der offenen Tür am 1. September gestrichen und ordnete Staatstrauer am darauffolgenden Tag an.
Nach einem schnellen Regierungsbeschlusses wurden die Opfer mit humanitärer Hilfe sowie einem Begräbniskostenzuschuss unterstützt.
Der Innenminister, Daniel Lipšic, ordnete an, dass die Polizei auf allen Patrouillengängen mit Skorpion-Maschinenpistolen bewaffnet sein müssen. Er versprach, das Waffengesetz zu ändern, so dass auch alle zu Selbstladewaffen konvertierten Maschinenwaffen im zivilen Bereich untersagt sind. Am 1. August 2011 trat dann schließlich ein neuer Kriterienkatalog in Kraft, der als langfristige Reaktion auf den Amoklauf im Mai 2011 beschlossen wurde und der die Bedingungen für den Erwerb eines Waffenscheines stark verschärft. Außerdem legt er auch neue Kriterien für Personen fest, die bereits eine Schusswaffe besitzen. Konkret wird in beiden Fällen unter anderem eine persönliche psychologische Untersuchung Pflicht.